# Вебстер (Нью-Йорк)
Вебстер (англ. Webster) — місто (англ. town) в США, в окрузі Монро штату Нью-Йорк. Населення — 45 327 осіб (2020).

## Демографія
Згідно з переписом 2010 року, у місті мешкала 42 641 особа в 17 152 домогосподарствах у складі 11 912 родин. Було 17860 помешкань
Расовий склад населення:
| - 92,8 % — білих - 2,8 % — азіатів - 2,0 % — чорних або афроамериканців - 0,2 % — корінних американців |

До двох чи більше рас належало 1,5 %. Частка іспаномовних становила 2,9 % від усіх жителів.
За віковим діапазоном населення розподілялося таким чином: 23,8 % — особи молодші 18 років, 60,1 % — особи у віці 18—64 років, 16,1 % — особи у віці 65 років та старші. Медіана віку мешканця становила 42,9 року. На 100 осіб жіночої статі у місті припадало 93,7 чоловіків;  на 100 жінок у віці від 18 років та старших — 89,7 чоловіків також старших 18 років.
Середній дохід на одне домашнє господарство  становив 87 522 долари США (медіана — 75 552), а середній дохід на одну сім'ю — 104 526 доларів (медіана — 92 600). Медіана доходів становила 61 152 долари для чоловіків та 47 156 доларів для жінок. За межею бідності перебувало 4,9 % осіб, у тому числі 5,0 % дітей у віці до 18 років та 3,1 % осіб у віці 65 років та старших.
Цивільне працевлаштоване населення становило 23 527 осіб. Основні галузі зайнятості: освіта, охорона здоров'я та соціальна допомога — 28,6 %, виробництво — 15,3 %, науковці, спеціалісти, менеджери — 12,2 %, роздрібна торгівля — 11,2 %.